# 弗洛朗丝·帕利
弗洛朗丝·帕利（法語：Florence Parly，法語發音：[flɔʁɑ̃s paʁli]；1963年5月8日—）是一位法国政治人物，自2017年起担任总统埃马纽埃尔·马克龙政府的国防部长。她曾是社会党成员，曾在2000年至2002年担任雅克·希拉克总统的预算国务秘书。

## 早期职业生涯
弗洛朗丝·帕利是国家行政学院的校友，于2000年1月3日被任命为法国总理利昂内尔·若斯潘政府的预算国务秘书，任期到2002年5月6日，在此期间，她曾被克里斯蒂安·索泰和洛朗·法比尤斯短暂借调到法國經濟財政部任职。
在2004年至2006年短暂担任勃艮第大区委员会成员后，帕利在法國航空担任副总干事，之后一直担任法国国家铁路的总干事至2017年。她还曾在法国Altran、Ingenico和Zodiac Aerospace公司的董事会任职。

### 国防部长

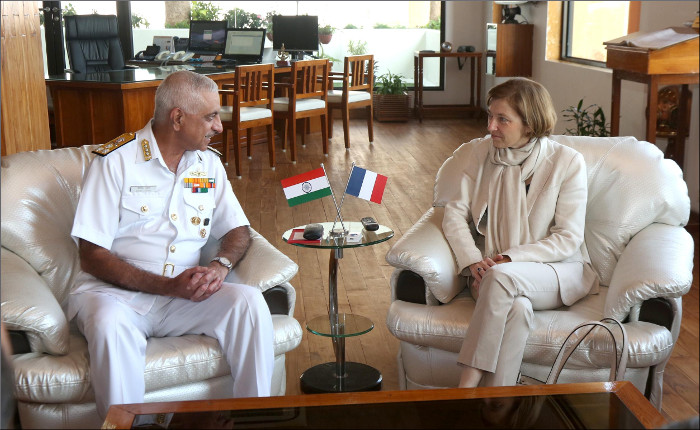
弗洛朗丝·帕利和印度海軍中将Girish Luthra在2017年

帕利于2017年6月21日被任命为国防部长，此前西尔维·古拉尔因对其政党的持续调查而被迫辞职。被提名后，她辞去了所有董事会职务；她的丈夫马丁·维尔（Martin Vial）也退出了泰雷兹集团董事会。
帕利上任后不久即下令对讽刺周刊《鴨鳴報》提出的指控进行调查。该指控称法国空军代理负责人在周末借用阿爾法教練機从他在波尔多的基地飞往普罗旺斯的家。
关于伊朗核問題全面協議，帕利在2019年告诉BFM TV，“没有比伊朗退出该协议更糟糕的事情了。我们绝对希望这项协议继续有效”。在2020年1月美国领导的巴格达空袭导致伊朗圣城领袖卡西姆·蘇萊曼尼丧生后，帕利拒绝法国从伊拉克撤军，甚至在她的Twitter账户上说，法国已经加强了驻扎在伊拉克的160名士兵的安全。她进一步重申，打击在该地区重新合并的伊斯兰国武装分子是法国政府的首要任务。帕利还警告伊朗不要加剧紧张局势。

## 荣誉

### 外国勋章奖章
- 旭日重光章（日本，2023年4月29日公布[10]）